# Cas absolutiu
El cas absolutiu és una marca de flexió gramatical que apareix a les paraules que es declinen de les llengües ergatives (com per exemple el basc, on acaba en -a) per marcar el subjecte d'un verb intransitiu o l'objecte d'un verb transitiu, és a dir, l'argument o complement més important del verb de la frase. Contrasta amb el cas ergatiu.